# 백일몽

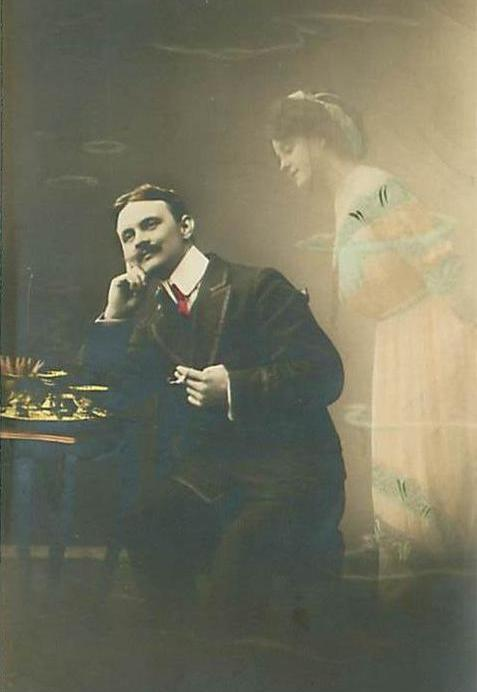
1912년에 대낮에 꿈을 꾸는 신사

백일몽(白日夢)이란 사람이 실재와의 접촉이 흐릿해져 부분적으로 시각적인 인식이 공상(특히 행복하고 즐거운 생각, 희망, 야망)으로 대체되는 일을 말하며 깨어있는 동안 경험한다.
수많은 종류의 백일몽이 있으며 심리학자들 간의 통일된 정의는 없으나 모든 종류의 백일몽에 공통적인 특징은 온화한 해리의 기준을 충족한다.
현실을 뒷전으로 하고 생산성 있는 우선순위의 실천들을 대체하여 꾸는 백일몽은 생산적 삶을 누리는 데 큰 여파를 미칠 수도 있음으로 주의해야 한다.

## 최근의 연구
1980년대의 에릭 클링거(Eric Klinger)의 연구는 대부분의 백일몽이 일상적인 사건에 관한 것이며 세상의 일들을 떠올리는데 도움을 준다고 입증되었다. 클링거의 연구는 또한 인명구조원, 트럭 운전사 등 지루한 일을 하는 노동자 가운데 75% 이상이 생생한 백일몽을 통해 자신들의 일상적인 작업의 지루함을 완화시킨다고 증명하기도 했다. 클링거는 노동자의 백일몽 가운데 5% 미만이 명시적으로 성적인 생각을 수반하였으며 폭력적인 백일몽은 매우 드물다는 것을 발견하였다.

## 같이 보기
- 공상
- 데이드림